# Jacek Turczyk
Jacek Turczyk – polski fotograf i fotoreporter.

## Życiorys
Pracę fotografa rozpoczął w Życiu Radomskim w 1993. Podczas studiów w warszawskim Zespole Szkół Fototechnicznych nawiązał w ramach praktyk (1996) współpracę z Życiem Warszawy. W 1997 przeszedł do Polskiej Agencji Prasowej.
Fotografował takie wydarzenia, jak wejście Polski do NATO, podpisanie traktatu lizbońskiego, wizyty Jana Pawła II w Polsce oraz katastrofa smoleńska, a także prezydentów RP: Aleksandra Kwaśniewskiego, Lecha Kaczyńskiego, Bronisława Komorowskiego i Andrzeja Dudę.

## Nagrody
- 2006: BZWBK Press Foto – wyróżnienie za zdjęcie Władimira Putina odjeżdżającego z krakowskiego Cmentarza Rakowickiego,
- 2011: BZWBK Press Foto – II nagroda w kategorii Społeczeństwo, za zdjęcie dziewczynki ziewającej podczas zakończenia roku szkolnego z udziałem Bronisława Komorowskiego,
- 2011: BZWBK Press Foto – I nagroda w kategorii Portret za fotoreportaż z kampanii wyborczej Bronisława Komorowskiego,
- 2012: BZWBK Press Foto – nagroda za fotoreportaż – cykl zdjęć z projektu Moi najważniejsi Polacy,
- 2013: Grand Press Photo – nagroda w kategorii Życie codzienne za zdjęcie młodych Polaków wypoczywających na gospodarstwie rolnym,
- 2013: Nagroda SDP im. Eugeniusza Lokajskiego – za fotoreportaż o ultrakolarzu jadącym w wyścigu Race Around Austria,
- 2014: BZWBK Press Foto – I nagroda w kategorii Sport za fotoreportaż o ultrakolarzu,
- 2014: Polski Konkurs Fotografii Sportowej – I nagroda za fotoreportaż o ultrakolarzu,
- 2016: BZWBK Press Foto – nagroda Rzeczpospolitej za zdjęcie prezydenta elekta łapiącego hostię podczas mszy świętej,
- 2016: Grand Press Photo – III nagroda w kategorii Ludzie za zdjęcie prezydenta Andrzeja Dudy podczas audiencji u papieża Franciszka w Watykanie,
- 2016: Grand Press Photo – II nagroda w kategorii Życie codzienne za fotoreportaż o świni Lily mieszkającej na Ursynowie w Warszawie (w bloku),
- 2018: Wyróżnienie w konkursie Nagroda SDP im. Eugeniusza Lokajskiego za fotoreportaż o niewidomych tenisistach grających w pierwszych mistrzostwach świata w blind tenisie,
- 2019: Nagroda SDP im. Eugeniusza Lokajskiego za fotoreportaż Rejs zrealizowany podczas Rejsu Odkrywców[2].